# Listă de filme românești/V
Aceasta este o listă de filme românești (artistice, de animație și documentare) care încep cu litera V:

## a
- Vacanța cea mare  (1988)
- Vacanță la Mamaia  (1963)
- Vacanță la mare  (1962)
- Vacanță tragică  (1979)
- Vagabonzii de la Cărăbuș  (1927)
- Valsul lebedelor  (2002) (TV)
- Valul  (1968)
- Valurile Dunării (film)  (1959)
- Vampire Journals  (1997)
- Vara cu Ana  (1988)
- Vară cu Mara, O  (1988)
- Vară de neuitat, O  (1994)
- Vară romantică  (1961)
- Vară sentimentală  (1985)
- Variațiuni  (1969)

## ă
- Văleu, văleu nu turna!  (1991)

## â
- Vâltoarea  (1989)
- Vânătoare neobișnuită, O  (1966)
- Vânătoarea de lilieci  (1991)
- Vânătoarea de vulpi  (1980)
- Vânătorul de cerbi (film)  (1969)
- Vârstele omului  (1969)

## e
- Vecini  (1993)
- Veniți mâine  (1953)
- Veronica  (1972)
- Veronica se întoarce  (1973)
- Verschollene Inka-Gold, Das / Lost Gold of the Incas, The  (1978) (TV)
- Vezi, rândunelele se duc  (1966)

## i
- Viața ca un film  (2002)
- Viață de câine  (1998)
- Viață închinată fericirii poporului, O  (1978)
- Viața nu iartă  (1957)
- Viața obligată  (1974)
- Viața unui oraș - viața începe mâine  (1929)
- Viața în roz  (1969)
- Viața învinge  (1951)
- Viața, ca o poveste  (1987)
- Vifornița  (1973)
- Vilegiatura  (1971)
- Vin cicliștii  (1963)
- Vinovatul  (1991)
- Vinovatul (2014)
- Viorica  (1913)
- Viraj periculos  (1983)
- Virtuoșii  (1971)
- Vis (film)  (2008) (Teatru)
- Vis de ianuarie  (1978)
- Viscolul  (1953)
- Visele copilăriei  (1971)
- Visul lui Boroboață  (1961)
- Visul lui Liviu  (2004) (scurt metraj)
- Visul lui Tănase  (1932)
- Visul meu American  (1996)
- Visul unei nopți de iarnă (film din 1946)  (1946) (Teatru TV)
- Visul unei nopți de iarnă (film din 1980)  (1980) (Teatru TV)
- Vitejii neamului  (1926)
- Vizita (sm, 1952)

## l
- Vlad  (2003)
- Vlad Nemuritorul  (2002)
- Vlad Țepeș  (1979)
- Vocea Patriotului Naționale  (1990) (Teatru TV)

## o
- Vodovorot  (1992)
- Voiaj pe Dunăre  (1913)
- Voinicul  (1962)
- Voinicul și zmeul  (1950)
- Vorbitor  (2011)
- Voroneț (film)  (1962)

## r
- Vrăjitoarea din Mărăcini (1946)
- Vreau să știu de ce am aripi  (1984)
- Vremea zăpezilor  (1966)

## u
- Vulcanul stins  (1987)
- Vulpe - vânător(1993)
- Vulpea păcalită  (1953)
- Vulpoiul campion  (1955)
- Vultur 101  (1957)
- Vulturașii  (1943)